# Arthur Hantzsch

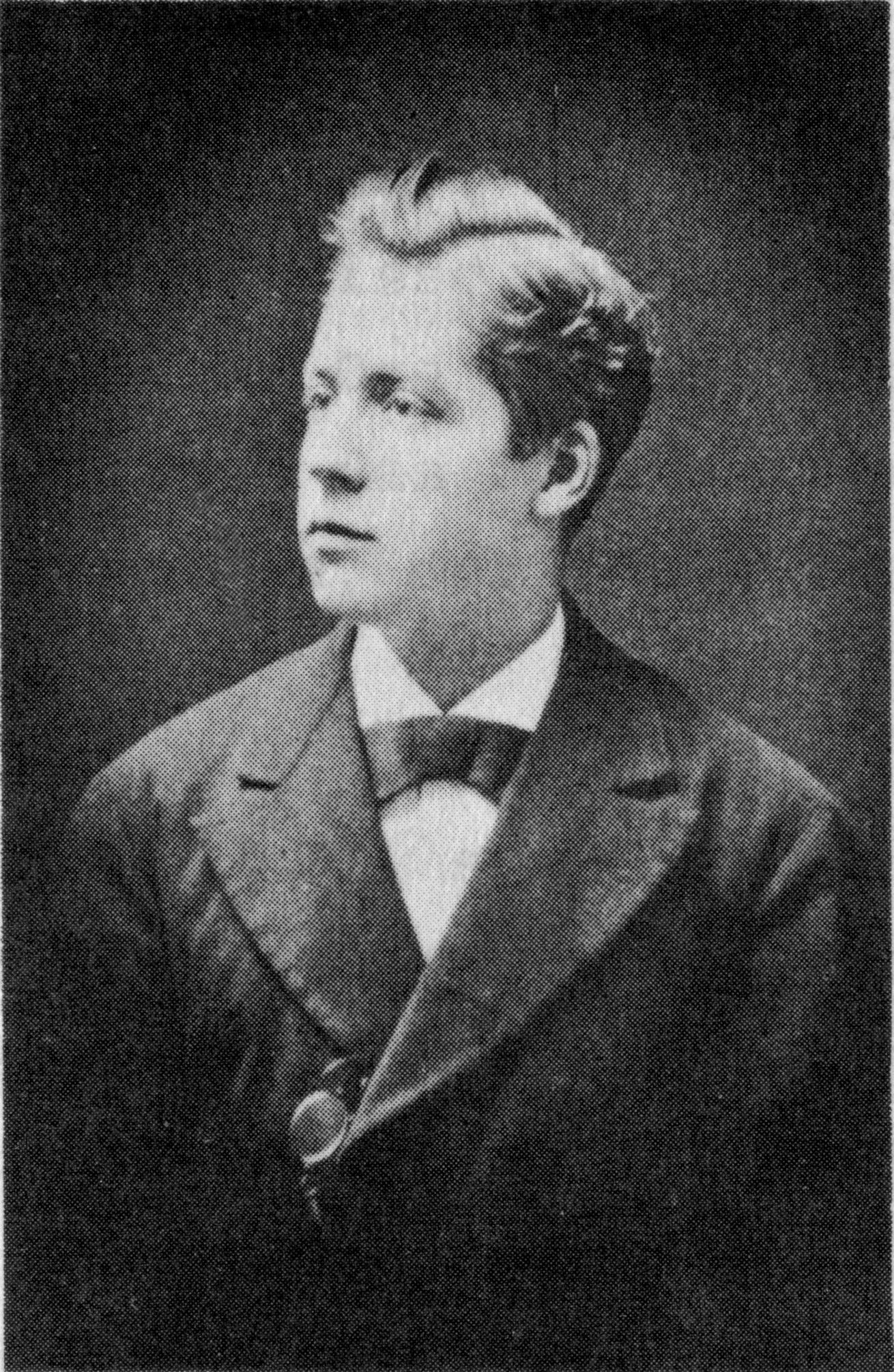
Hantzsch als Doktorand 1879 bei Wislicenus in Würzburg

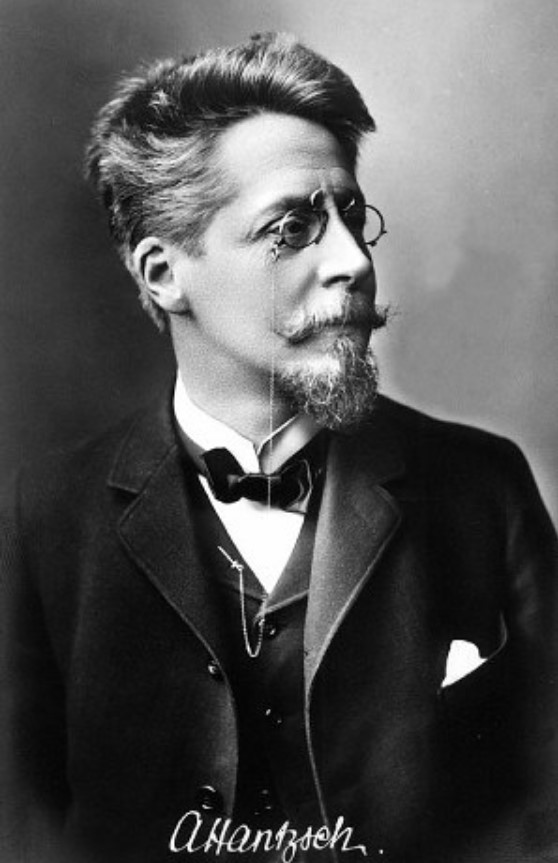
Hantzsch als Lehrstuhlinhaber 1903 in Leipzig

Arthur Rudolf Hantzsch (* 7. März 1857 in Dresden; † 14. März 1935 ebenda) war ein deutscher Chemiker, Professor und Geheimer Hofrat.

## Leben
Arthur Hantzsch war der Sohn eines Kaufmanns und studierte ab 1875 bei Rudolf Schmitt und dessen Assistenten Walther Hempel Chemie am Königlich Sächsischen Polytechnikum in Dresden. Da technische Hochschulen erst ab 1900 das Recht zur Promotion erhielten, wechselte er für ein Semester zu Johannes Wislicenus an die Universität Würzburg. Dort wurde er mit seiner Arbeit Ueber Paraoxyphenol und einige von Hydrochinon derivirende Aldehyde und Alkohole 1880 promoviert.
Im Verlauf des Jahres 1880 wechselte er für einige Monate nach Berlin zu A. W. von Hofmann, um dann im Herbst bei Gustav Wiedemann am Physikalisch-Chemischen Institut der Universität Leipzig seine Assistentenstelle anzunehmen. Dort eignete er sich physikochemische Arbeitsweisen an und hielt 1882 seine erste Antrittsvorlesung mit dem Thema Die Beziehung zwischen physikalischen Eigenschaften und chemischer Konstitution. Gleichfalls 1882 erschien seine Habilitationsschrift Ueber die Synthese pyridinartiger Verbindungen aus Acetessigäther und Aldehydammoniak und er erhielt eine Privatdozentenstelle.
1885 erging ein Ruf des Eidgenössischen Polytechnikums in Zürich an ihn, den freigewordenen Lehrstuhl von Victor Meyer als ordentlicher Professor zu übernehmen. 1893 folgte er einem Ruf an die Universität Würzburg zur Nachfolge von Emil Fischer. In Würzburg setzte er sich für die Stärkung der Physikalischen Chemie ein. Durch den Tod von Johannes Wislicenus und durch Befürwortung von Wilhelm Ostwald konnte er 1903 an der Universität Leipzig den Lehrstuhl für Chemie übernehmen. Dort wurde er 1927 emeritiert und führte noch bis 1929 die Amtsgeschäfte.
Hantzsch war in erster Ehe mit der 1904 verstorbenen Katharina Schilling verheiratet, einer Schwester des Dresdner Architekten Rudolf Schilling. Im Jahr 1908 wurde Hantzsch Kommanditist der von Schilling & Graebner betriebenen Dresdner Villenbau-Gesellschaft, die in der Niederlößnitz die Villenkolonie Altfriedstein vermarktete.

## Werk
Hantzsch legte bedeutende Grundlagen der Synthese von heterocyclischen Stickstoffverbindungen und zur Stereochemie von Stickstoffverbindungen. Weitere Untersuchungsgebiete waren die Elektrochemie und die Spektroskopie organischer Verbindungen.
Die von ihm entdeckte Hantzsch-Dihydropyridinsynthese (aus seiner Habilitation 1882) trägt seinen Namen. Aus Pyridin synthetisierte er Thiazol und dessen Analoga Imidazol, Oxazol, Selenazol. 1890 fand er die Hantzsch-Pyrrolsynthese.
Hantzsch ist einer der Namensgeber des Hantzsch-Widman-Systems, einer Nomenklatur zur Beschreibung heterocyclischer chemischer Verbindungen.
Mit seinem Schüler Alfred Werner untersuchte er die Isomerie von Oximen und Diazotaten. Dabei kam es zu einer Kontroverse mit Eugen Bamberger. Hantzsch sah das als Form von syn-anti-Isomerie.
Bei der Untersuchung von Nitroverbindungen wie Phenylnitromethan führte er den Begriff der Pseudo-Säure ein, worunter er eine nur schwach saure oder neutrale Verbindung verstand, aus der durch molekulare Umwandlung eine starke Säure wird (Aci-Verbindung). Entsprechend führte er Pseudo-Basen ein und zugehörige Basi-Verbindungen. Im Fall von Phenylnitromethan geht in zunehmend saurer Lösung langsam von der aci-Form (gelb) in die Pseudosäure-Form über (farblos). Die aci-Formen werden auch Nitronsäuren genannt.
Ab 1906 befasste er sich mit der Beziehung von chemischer Struktur und Farbe (auch im UV-Bereich) und kam dabei der Resonanztheorie nahe. Er untersuchte auch die relative Stärke von Säuren und fand, dass schwächere Säuren gegenüber stärkeren basisches Verhalten zeigen. Das wurde später im Säure-Base-Konzept von Johannes Nicolaus Brønsted ausgebaut.

## Ehrungen
Die Fakultät für Chemie der Universität Leipzig vergibt den Arthur-Hantzsch-Preis an Studierende für die im ersten Studienjahr erbrachten Leistungen. Ein Hörsaal der Einrichtung trägt seinen Namen, neben dem Eingang ist eine 1927 von Alfred Thiele geschaffene Bronzetafel mit dem Porträt des Chemikers angebracht. Von der Technischen Hochschule Dresden wurde er 1926 ehrenpromoviert.
Im Jahr 1887 wurde er zum Mitglied der Leopoldina gewählt. Seit 1904 war er ordentliches Mitglied der Sächsischen Akademie der Wissenschaften. 1926 wurde er zum auswärtigen Mitglied der Göttinger Akademie der Wissenschaften gewählt.